# Велком (мясопромышленная компания)
«Велком» — российская мясопромышленная компания, выпускающая мясную продукцию под одноимённой торговой маркой на собственном мясокомбинате в селе Павловская Слобода Истринского района Московской области.
Основана супругами Раисой и Олегом Дёмиными в 1992 году, открывшими в Орехове-Борисове небольшой колбасный цех на кредит в 10 млн рублей, полученный в Гута-банке под залог квартиры и легкового автомобиля. К 1996 году цех вышел на предельный объём выпуска — 15 тонн готовой продукции в сутки.
Завод в Павловской Слободе построен в 2004 году как предприятие с процессом от убоя до упаковки готовой продукции. 5 га земли для строительства мясокомбината приобретены за 2 млн $ личных средств Дёминых, 50 млн $ на строительство и оснащение выделены швейцарской инвестиционной компанией Parintek.
С 2008 по 2012 год оборот компании вырос с 4,5 млрд руб. до 6,7 млрд руб. Узнаваемость торговой марки «Велком» в 2012 году оценивалась на третьем месте среди российских брендов производителей мясной продукции (после марок «Микоян» и «Останкино»).
В 2012 года фирма создала собственную сеть кафе быстрого питания, рассчитывая на неё как дополнительный стабильный канал сбыта продукции.
В апреле 2022 года компания приобрела российское подразделение финского молочнопромышленного концерна Valio, включая сырзавод в Ершове и права на бренд Viola; сумма сделки не раскрывалась, выручка подразделения за 2020 год составляла 85 млн € (около 5 % от оборота концерна). Сохранён старый контракт на производство продукции Valio на молочном заводе «Галактика» под Гатчиной. В октябре наименование юрлица бывшего подразделения финской компании сменено на ООО «Виола».
По состоянию на 2013 год 90 % компании принадлежало швейцарской фирме Parintek, остальные 10 % — семье Дёминых. По данным на середину 2022 года, основное юрлицо ООО «Мясокомбинат „Павловская Слобода“» на 91 % принадлежит кипрской компании «Фринал Файненс Лимитед», на 9 % — Раисе Дёминой; выручка основного юрлица за 2021 год — 7,4 млрд руб. Председатель совета директоров — Раиса Дёмина, генеральный директор — Денис Дёмин (сын Раисы и Олега Дёминых).